# Ichiro Hirosawa
Ichirō Hirosawa (広沢 一郎, Hirosawa Ichirō, né le 27 décembre 1963) est un homme politique et homme d'affaires japonais. Il occupe depuis le 25 novembre 2024 la fonction de maire de Nagoya (36e). En parallèle, il est représentant par intérim du parti régional Genzei Nippon (減税日本, littéralement : Japon Réduction des Taxes). Il est également le président de la branche de Nagoya du Parti Conservateur Japonais, affiliation nationale du Genzei Nippon.
En tant qu'homme d'affaire, il a notamment occupé le poste de PDG de Kingsoft, une entreprise de création de logiciels pour la bureautique, la communication et la sécurité informatique. En politique, il a été membre de l'Assemblée préfectorale d'Aichi pour un mandat entre 2011 et 2014, maire adjoint de Nagoya, secrétaire général et président du comité de stratégie électorale du Genzei Nippon et secrétaire général adjoint du Parti Conservateur Japonais (日本保守党, Nippon Hoshu Tō).

## Biographie

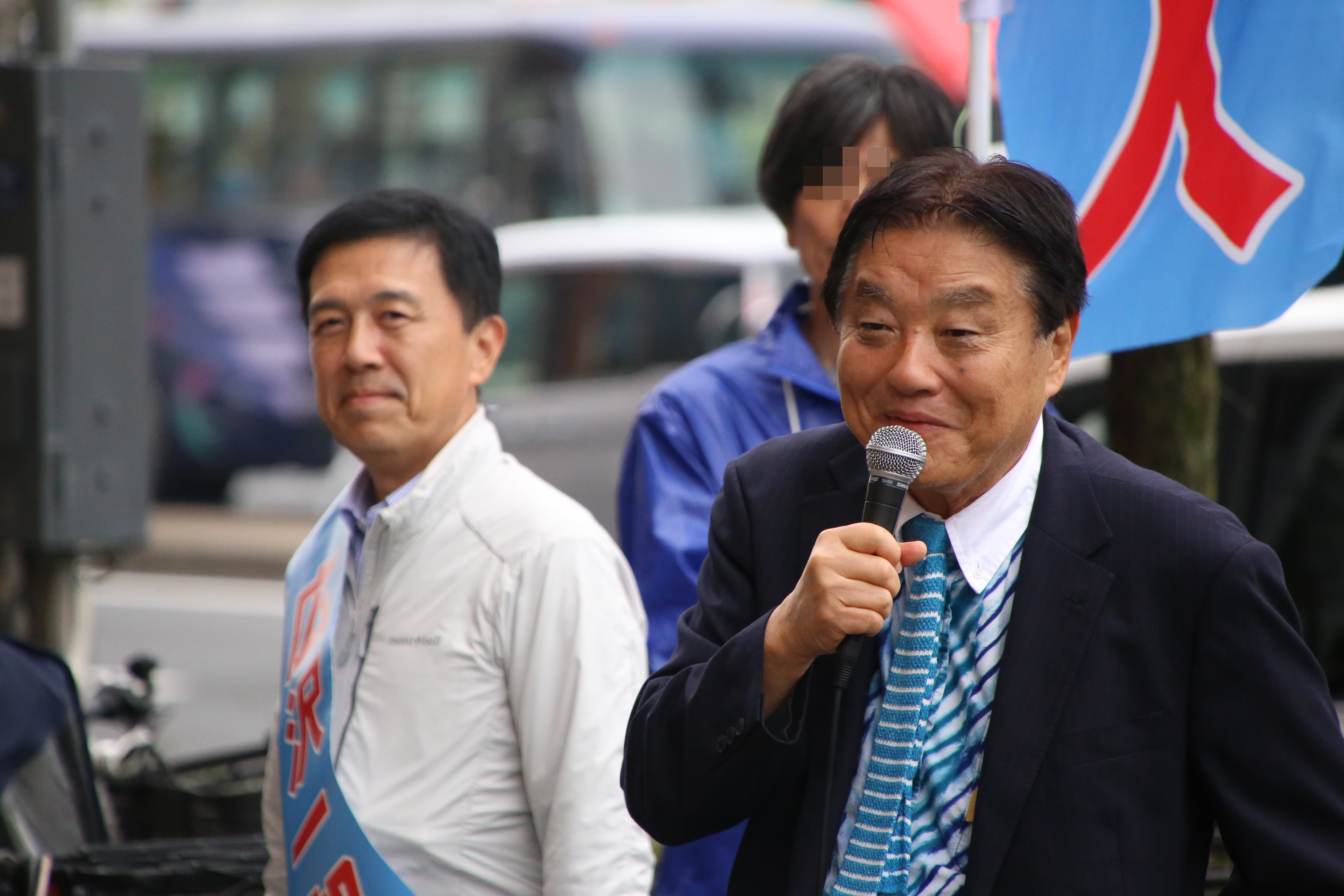
Hirosawa (à gauche) et Takashi Kawamura (2024)

Ichirō Hirosawa est né dans l'arrondissement de Mizuho, à Nagoya, dans la préfecture d'Aichi. Il a fréquenté l'école primaire municipale Yomei de Nagoya, le collège municipal Shioji de Nagoya et le lycée préfectoral Zuryō d'Aichi. En 1986, il sort diplômé de la faculté d'économie de l'Université Keio.
Il a travaillé chez Brother Industries, où il s’est occupé de la vente de logiciels informatiques via le projet TAKERU. Lorsque cette activité a été transférée à la filiale Xing, il y a été détaché.
En 1997, il rejoint le groupe Itochu, puis fonde l’année suivante sa propre entreprise, Magnolia Inc. En 2005, il devient président-directeur général de Kingsoft Japan, une coentreprise lancée avec la société chinoise Kingsoft Corporation.
En 2011, il se présente aux élections de l’Assemblée préfectorale d’Aichi (représentant l'arrondissement de Mizuho) sous l’étiquette du parti Genzei Nippon, avec le soutien du parti Nippon Ichi Aichi no Kai (日本愛知一の会, littéralement: Association Aichi le meilleur du Japon). Il est élu avec 11 420 voix. Après son élection, il est nommé secrétaire général du parti.
En 2014, il se présente aux élections législatives (1re circonscription d’Aichi) toujours sous l’étiquette du parti Genzei Nippon. Ne recueillant que 18 343 voix, il ne parvient pas à être élu et démissionne ensuite de son poste de secrétaire général au sein du parti.
Le 22 mars 2022, la proposition du maire de Nagoya, Takashi Kawamura, de nommer Ichirō Hirosawa directeur de l’éducation municipale a été rejetée par tous les groupes du conseil municipal, sauf par le parti Genzei Nippon dirigé par Kawamura. Le conseil craignait que la neutralité de l’éducation soit compromise, car Hirosawa est un ancien conseiller préfectoral affilié à Genzei Nippon et ancien secrétaire général du parti.
Quelques jours plus tard, le 27 mars 2022, Kawamura a annoncé qu’Ichirō Hirosawa serait candidat aux élections de la Chambre des conseillers dans la circonscription d’Aichi, sous l’étiquette de Genzei Nippon. Pour renforcer ses chances, Hirosawa a obtenu l’investiture du parti Nippon Ishin no Kai (日本維新の会, littéralement : Parti de la Restauration du Japon), allié de Genzei Nippon. A l'issue du vote du 10 juillet 2022, Hirosawa a terminé cinquième sur 17 candidats, manquant l’élection avec environ 40 000 voix de retard. Après cette défaite, il est revenu à son poste de secrétaire général de Genzei Nippon. En novembre 2022, la coopération électorale entre Genzei Nippon et Nippon Ishin no Kai pour les élections locales suivantes a été rompue. En conséquence, Hirosawa a démissionné de Nippon Ishin no Kai.
En mai 2023, Ichirō Hirosawa a quitté son poste de secrétaire général de Genzei Nippon pour devenir vice-représentant et responsable de la stratégie électorale du parti. Le 17 octobre de la même année, il a également été nommé secrétaire général adjoint du Parti Conservateur du Japon.
En octobre 2024, le maire Takashi Kawamura s’est porté candidat aux élections législatives. Conformément à la loi électorale, Kawamura a dû démissionner de son poste de maire de Nagoya le 19 octobre 2024, entraînant une élection municipale avancée au 24 novembre 2024. Ichirō Hirosawa a reçu la désignation officielle comme successeur par Kawamura et a annoncé sa candidature à l'élection. Genzei Nippon et le Japon Conservateur ont officiellement soutenu sa candidature.
La campagne électorale s’est déroulée avec sept candidats, un nombre inédit depuis 1969. Lors du scrutin du 24 novembre, Hirosawa a remporté 392 519 voix, battant notamment l’ancien sénateur Kōhei Ōtsuka, soutenu par plusieurs partis importants comme le Parti Libéral-Démocrate, Kōmeitō, le Parti Démocrate Constitutionnel et le Parti Démocrate du Peuple. Il a ainsi été élu maire de Nagoya pour la première fois.
Le 25 novembre 2024, il a officiellement pris ses fonctions en tant que 36e maire de Nagoya. À la suite de son élection, il a démissionné le 4 décembre de son poste de secrétaire général adjoint du Parti Conservateur Japonais, quittant la direction nationale du parti, mais il a conservé la présidence de la section régionale de Nagoya. Par ailleurs, il a été promu au poste de vice-président du Genzei Nippon.

## Historique des élections
| Résultat | Élection                                                      | Date             | Âge    | Localité représentée                          | Parti               | Nombre de voix | Pourcentage des voix | Classement |
| -------- | ------------------------------------------------------------- | ---------------- | ------ | --------------------------------------------- | ------------------- | -------------- | -------------------- | ---------- |
| ✅       | Élections préfectorales d’Aichi de 2011                       | 10 avril 2011    | 47 ans | Arrondissement de Mizuho, Nagoya              | Genzei Nippon       | 11 420         | 41,3 %               | 1 sur 3    |
| ❌       | 47ᵉ élection générale de la Chambre des représentants         | 14 décembre 2014 | 50 ans | 1ère circonscription de la préfecture d'Aichi | Genzei Nippon       | 18 343         | 25,13 %              | 4 sur 6    |
| ❌       | 26ᵉ élection régulière de la Chambre des conseillers du Japon | 10 juillet 2022  | 58 ans | Préfecture d'Aichi                            | Nippon Ishin no Kai | 351 840        | 11,36 %              | 5 sur 19   |
| ✅       | Élection municipale de Nagoya de 2024                         | 24 novembre 2024 | 60 ans | ー                                            | Indépendant         | 392 519        | 53,43 %              | 1 sur 6    |